# شمعية قمرية كوستاريكية
شمعية قمرية كوستاريكية (الاسم العلمي: Selenicereus costaricensis) هي نوعٌ من الصبار الذي يستوطن كوستاريكا ونيكاراغوا. تُعد واحدةٌ من الفواكه القليلة التي تحتوي على إنديكازانثن [الإنجليزية]، وهي بيتالين، وتُعد نوعًا من صبغات النبات المضادة للتأكسد. قد يؤدي تناول هذه الفاكهة إلى إثارة قلق الشخص؛ وذلك لأنها تُؤدي لظهور البراز والبول باللونٍ الأحمر.